# Crumpsall
Crumpsall är en stadsdel i Manchester i distriktet City of Manchester i grevskapet Greater Manchester, England, Storbritannien. Antalet invånare är 11 363. Crumpsall var en civil parish 1866–1896 när blev den en del av North Manchester. Civil parish hade 10 371 invånare år 1891. Närmaste större samhälle är Manchester, 4,2 km söder om Crumpsall. 